# Distretto di Thung Yai
Il distretto di Thung Yai (in thailandese: ทุ่งใหญ่) è un distretto (amphoe) della Thailandia, situato nella provincia di Nakhon Si Thammarat.